# 理科総合
理科総合（りかそうごう）とは、2003年の高等学校学習指導要領の施行によって新たに設置された、教科「理科」の科目の一つである。

理科総合科目である「理科I」（昭和57年度入学生から適用）・「総合理科」(1994年入学生から適用)の系譜を引いており、同じく理科の総合科目である「理科基礎」を履修しない場合は、理科総合A又は理科総合Bのどちらか1科目を原則として履修することとなっているため、理科I以来の理科総合科目の全員必修が復活した。

2012年の学習指導要領改訂により、2012年入学生から同趣旨の科目として「科学と人間生活」が設けられたため、2011年入学生の高校卒業と同時に「理科基礎」とともに科目廃止される。

なお、「科学と人間生活」を履修する場合は、「物理基礎」・「化学基礎」・「生物基礎」・「地学基礎」の4科目のうち1科目以上を併せて履修すればよいが、「科学と人間生活」を履修しない場合は、「○○基礎」の4科目のうち3科目以上を履修しなければならない。

## 概要
理科総合A
物理学・化学の内容を重視。エネルギーと物質の成り立ちや、科学技術・ 自然界と人間とのかかわりについて学習していく。
詳しい内容については高等学校理科総合A (Wikibooks) を参照
理科総合B
生物学・地学の内容を重視。生命と地球の移り変わりと多様な生物と自然界のつながりについて学習していく。
詳しい内容については高等学校理科総合B (Wikibooks) を参照
理科総合A・理科総合Bはそれぞれ、中学校理科の第1分野・第2分野に対応しており、施行前は中学校で履修していたイオン・力の合成・分解・遺伝・生物の進化・日本の天気等の学習内容が両科目に移行された。

その一方、大学入試センター試験を利用する大学では、学力上位の文系学部と、ほぼすべての理系学部が理科総合を指定しておらず、しかも理科総合の内容はそれぞれの分野の科目の基礎単元と全く重複しているため、進学校を中心として必修不要論が出て（高等学校必履修科目未履修問題も参照）、さらに理科の諸学会が「理科の学習内容の学年後倒し」を批判したことも相まって、2012年の学習指導要領改訂により「理科基礎」とともに廃止されることとなり、理科総合A・理科総合Bで中学校から移行された学習内容は、2009年度から順次中学校へ戻す移行措置が行われることとなった。